# Ga Thị Cầu
Ga Thị Cầu là một nhà ga xe lửa tại phường Thị Cầu, thành phố Bắc Ninh. Nhà ga là một điểm của đường sắt Hà Nội - Đồng Đăng và nối với ga Bắc Ninh với ga Sen Hồ.